# Constance Garnett
Pour les articles homonymes, voir Garnett.
Constance Garnett, née Constance Clara Black (19 décembre 1861 - 17 décembre 1946), est une traductrice britannique principalement connue pour avoir traduit vers l'anglais, fin XIXe début XXe, les principaux auteurs de littérature russe. 

## Biographie
Constance Clara Black naît à Brighton, dans le Sussex, en 1861, fille de David Black et de son épouse Clara Maria. Son grand-père maternel, George Patten, est peintre. Elle est la sœur de Clementina Black, romancière et réformatrice sociale. Elle fait ses études secondaires à Brighton, puis obtient une bourse pour Newnham College, où elle étudie de 1879 à 1883. À cette époque, les femmes ne peuvent pas recevoir de diplômes universitaires à Cambridge mais elle passe avec succès les examens terminaux de lettres classiques et de philosophie. 
Elle commence sa carrière de traductrice avec la traduction du premier roman d'Ivan Gontcharov, Une histoire ordinaire (en russe Обыкновенная история, « Obyknovennaja Istorija »). Le roman est publié en anglais en 1894 sous le nom de Common Story. Elle est ainsi la première à traduire du russe vers l'anglais les œuvres de Dostoïevski et de Tchekhov et traduisit l'ensemble des œuvres d'Ivan Tourgueniev et de Nicolas Gogol ainsi qu'une majeure partie des écrits de Léon Tolstoï.
Elle traduit en tout près de 70 œuvres issues de la littérature russe. Elle est bibliothécaire de 1887 à 1889, puis démissionne lorsqu'elle épouse l'écrivain Edward Garnett. Le couple a un fils, l'écrivain David Garnett, né en 1892
Elle s'installe avec son mari dans le Kent à Crockham Hill, où elle meurt le 17 décembre 1946.